# Speelstuk

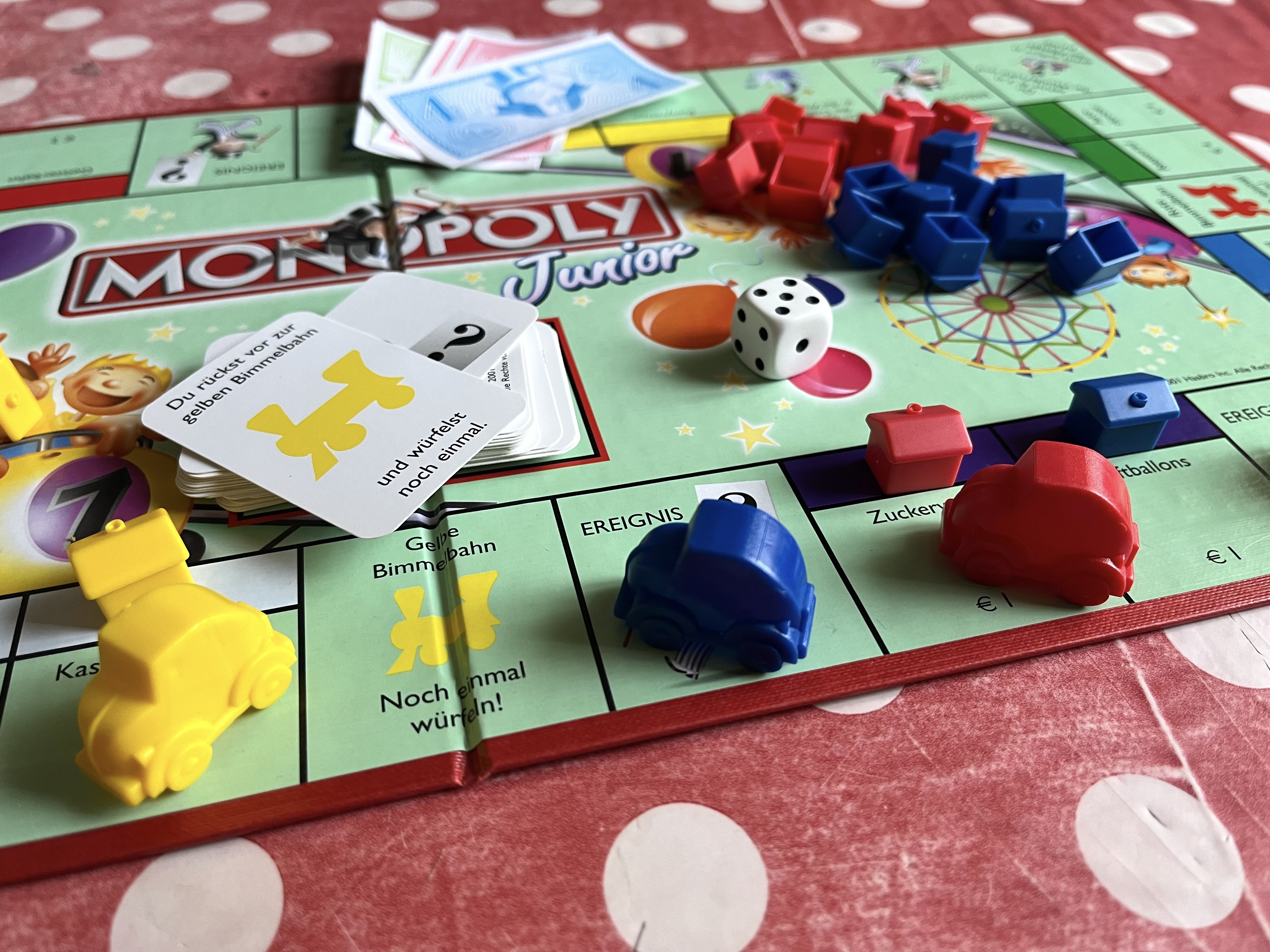
Monopoly junior

Een speelstuk (ook wel pion of spelstuk) is een klein, meestal cilindrisch of figuurlijk gevormd figuur dat wordt gebruikt in verschillende bordspellen. Speelstukken kunnen variëren in vorm, kleur en materiaal, afhankelijk van het spel.
Het speelstuk dient vaak als representatie van een speler op het speelbord en wordt verplaatst volgens specifieke spelregels. Bekende voorbeelden van speelstukken zijn schaakstukken, waar ze de zwakste maar talrijkste stukken zijn, en de pionnen in Mens erger je niet!, waar ze de voortgang van spelers over het bord aanduiden.